# Râul Dobârca
Râul Dobârca este un curs de apă, afluent al râului Secaș. 